# 礦泉鎮區 (阿肯色州霍華德縣)
礦泉鎮區（英語：Mineral Springs Township）是位於美國阿肯色州霍華德縣的一個行政鎮區。

## 地方資料
礦泉鎮區的面積為21.05平方千米，當中陸地面積為20.95平方千米，而水域面積為0.10平方千米。根據2010年美國人口普查的數據，當地共有人口1161人，而人口密度為每平方千米55.15人。